# Luciano Foà
Pour les articles homonymes, voir Foà.
Luciano Foà, né à Milan le 2 mai 1915 et mort à Milan le 25 janvier 2005, est un critique littéraire et traducteur italien, cofondateur avec Roberto Olivetti en 1962 de la maison d'édition Adelphi.

## Biographie
Luciano Foà commence sa carrière dans le milieu littéraire en 1933 comme traducteur d'œuvres en français. Il est dans les années 1930 proche de Bobi Bazlen et d'Adriano Olivetti. De 1941 à 1945, en tant que membre du Parti communiste italien, il doit fuir son pays. Dans les années 1950, il entre aux éditions Einaudi avant de fonder en 1962 les éditions Adelphi.